# Bridgeton (Missouri)
Pour les articles homonymes, voir Bridgeton.
Bridgeton est une ville du Missouri, dans le comté de Saint Louis aux États-Unis.